# Campylidium calcareum
Campylidium calcareum là một loài Rêu trong họ Amblystegiaceae. Loài này được (Crundw. & Nyholm) Ochyra mô tả khoa học đầu tiên năm 2003.